# Sabine Bethmann
Sabine Bethmann (* 25. Oktober 1929 in Tilsit; † 8. November 2021 in Berlin) war eine deutsche Schauspielerin, die in den 1950er und 1960er Jahren in zahlreichen Kinofilmen spielte.

## Leben

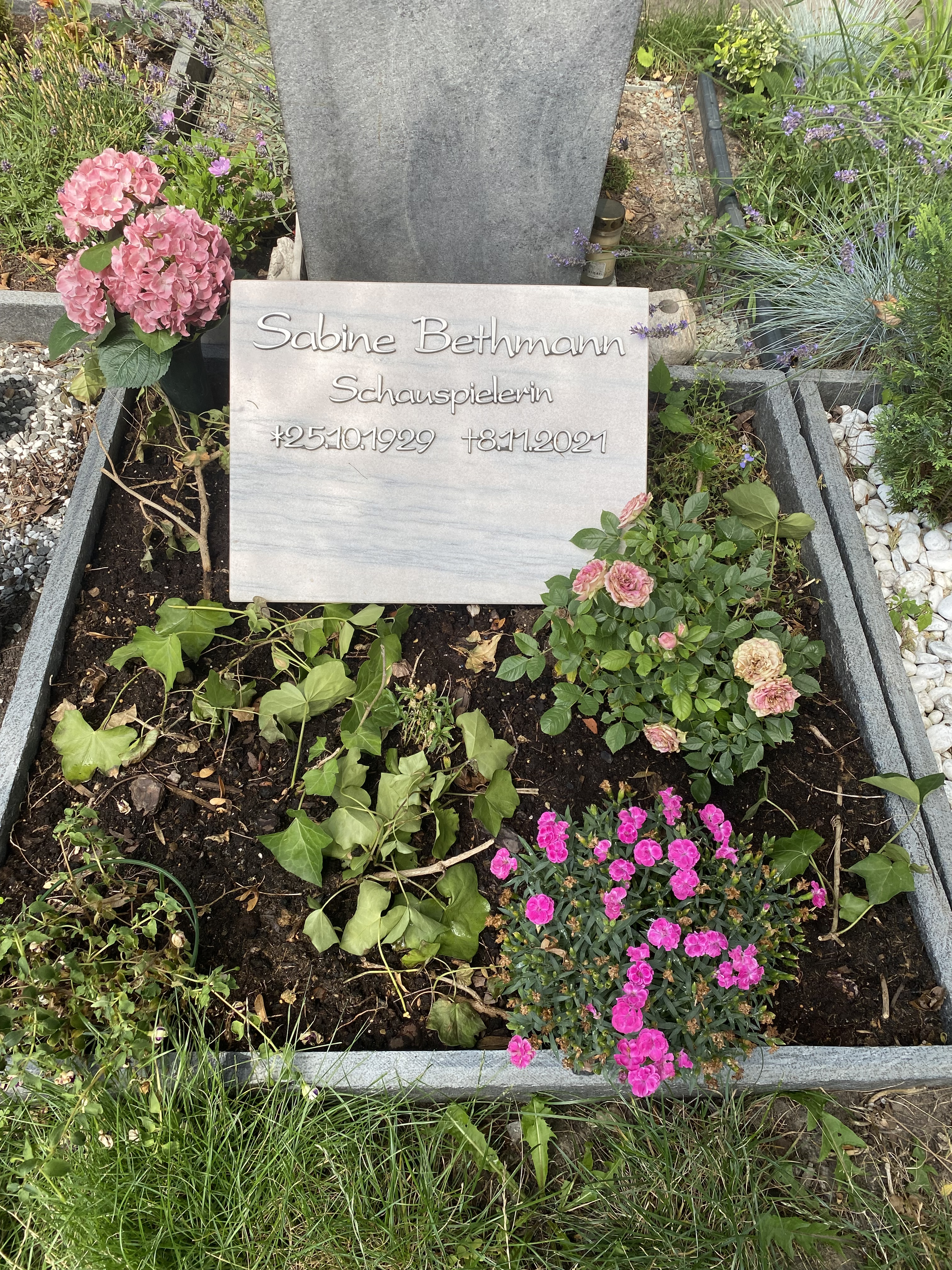
Grabstätte auf dem Friedhof Schmargendorf

Sabine Bethmann war ausgebildete Krankengymnastin und arbeitete nebenher als Fotomodell. Mit 24 Jahren wurde sie für den Film entdeckt. 1956 gelang ihr mit dem Film Waldwinter der Durchbruch. Ein Jahr später spielte sie in dem Kriegsdrama Haie und kleine Fische die Partnerin von Hansjörg Felmy und war eine gefragte Aktrice sympathischer Frauenfiguren in den mal heiteren, mal melodramatischen Filmen der bundesdeutschen Wirtschaftswunderjahre. 1959 spielte Bethmann in den Fritz-Lang-Epen Der Tiger von Eschnapur und Das indische Grabmal an der Seite von Paul Hubschmid. Im gleichen Jahr gelang ihr der Sprung nach Hollywood, wo sie unter der Regie von Anthony Mann die weibliche Hauptrolle in dem Film Spartacus spielen sollte. Nachdem Stanley Kubrick das Projekt übernommen hatte, wurde Bethmann trotz Fürsprache des Hauptdarstellers und Produzenten Kirk Douglas durch Jean Simmons ersetzt.
Knapp zwei Jahre später trat Bethmann – wieder zurück in Deutschland – in Filmen auf, darunter 1963 an der Seite von Peter van Eyck im Thriller Scotland Yard jagt Dr. Mabuse und 1969/70 in Die Herren mit der weißen Weste. Diese Produktion, in der sie neben Martin Held, Heinz Erhardt und Walter Giller agierte, bedeutete zugleich ihren Abschied von der Kinoleinwand. Daneben war sie gelegentlich auch in Fernsehfilmen und -serien zu sehen, etwa Cliff Dexter (1966/67) und Landarzt Dr. Brock (1967). Seit ihrem letzten Kinoauftritt 1969/70 wurden ihre Engagements rar; bis 1983 war sie nur in fünf kleinen Episodenrollen, etwa in Der Alte (1978) und Manni, der Libero (1982), zu sehen.
Mit etwa 52 Jahren beendete Bethmann ihre Schauspielkarriere und übernahm lediglich 1990 noch einmal eine Rolle in dem Kurzfilm Kaffeeklatsch an der Seite von Edith Schollwer, Gudrun Genest, Klaramaria Skala und Edith Teichmann. 
Sabine Bethmann starb 2021 im Alter von 92 Jahren. Ihre letzte Ruhestätte befindet sich auf dem Friedhof Schmargendorf im Berliner Bezirk Charlottenburg-Wilmersdorf.

## Filmografie (Auswahl)
- 1956: Waldwinter –  Glocken der Heimat
- 1956: Die tödliche Lüge
- 1956: Das Donkosakenlied
- 1956: Meine Tante – Deine Tante
- 1957: Heimweh … dort, wo die Blumen blühn
- 1957: Haie und kleine Fische
- 1957: Das große Heimweh (...Y eligió el infierno)
- 1958: Sie schreiben mit (Fernsehserie)
- 1958: Der Czardas – König
- 1958: Ohne Dich kann ich nicht leben
- 1958: Polikuschka
- 1959: Der Tiger von Eschnapur
- 1959: Das indische Grabmal
- 1959: Heimat – Deine Lieder
- 1959: Morgen wirst du um mich weinen
- 1960: Unsere Heimat ist die ganze Welt
- 1960: Journey to the Lost City
- 1962: Frauenarzt Dr. Sibelius
- 1962: Trompeten der Liebe
- 1962: Alarm für Dora X (Fernsehserie)
- 1962: Der Pastor mit der Jazztrompete
- 1963: Ist Geraldine ein Engel?
- 1963: Scotland Yard jagt Dr. Mabuse
- 1964: Schwarzer Peter (Fernsehfilm, Kurzfilm)
- 1965: Der Sheriff von Rio Rojo
- 1965: Jean (Fernsehfilm)
- 1965: Unser Pauker (Fernsehserie, 1 Folge)
- 1965: Mädchen hinter Gittern
- 1965: Oklahoma John – Der Sheriff von Rio Rojo (Oklahoma John)
- 1966: Intercontinental Express (Fernsehserie, Folge 1x12)
- 1966: Angeklagt nach § 218 (Der Arzt stellt fest…)
- 1966–1967: Cliff Dexter (Fernsehserie, 13 Folgen)
- 1967: Landarzt Dr. Brock (Fernsehserie, Folge 1x10, 1x15)
- 1968: Erotik auf der Schulbank
- 1968: Die Lümmel von der ersten Bank – Zum Teufel mit der Penne
- 1968: Als Liebe ein Verbrechen war (Kiedy miłość była zbrodnią)
- 1969: Dr. med. Fabian – Lachen ist die beste Medizin
- 1970: Die Herren mit der weißen Weste
- 1970: Zwanzig Mädchen und die Pauker: Heute steht die Penne kopf
- 1971: Doppelgänger (Fernsehserie, 1 Folge)
- 1979: Der Alte – Teufelsbrut
- 1982: Manni, der Libero (Fernsehserie, Folge 1x11–1x12)
- 1983: Rendezvous der Damen (Fernsehfilm)
- 1990: Kaffeeklatsch (Kurzfilm)